# کلارک ان سیکولو
کلارک ان سیکولو (انگلیسی: Clarck N'Sikulu؛ زادهٔ ۱۰ ژوئیهٔ ۱۹۹۲) بازیکن فوتبال اهل فرانسه است.
از باشگاه‌هایی که در آن بازی کرده‌است می‌توان به باشگاه فوتبال لیل اشاره کرد.
وی همچنین در تیم ملی فوتبال DR Congo U20 بازی کرده‌است.